# Hannoversche evangelisch-lutherische Freikirche
Die Hannoversche evangelisch-lutherische Freikirche war eine 1878 entstandene lutherische Kirche altkonfessioneller Prägung.

## Geschichte

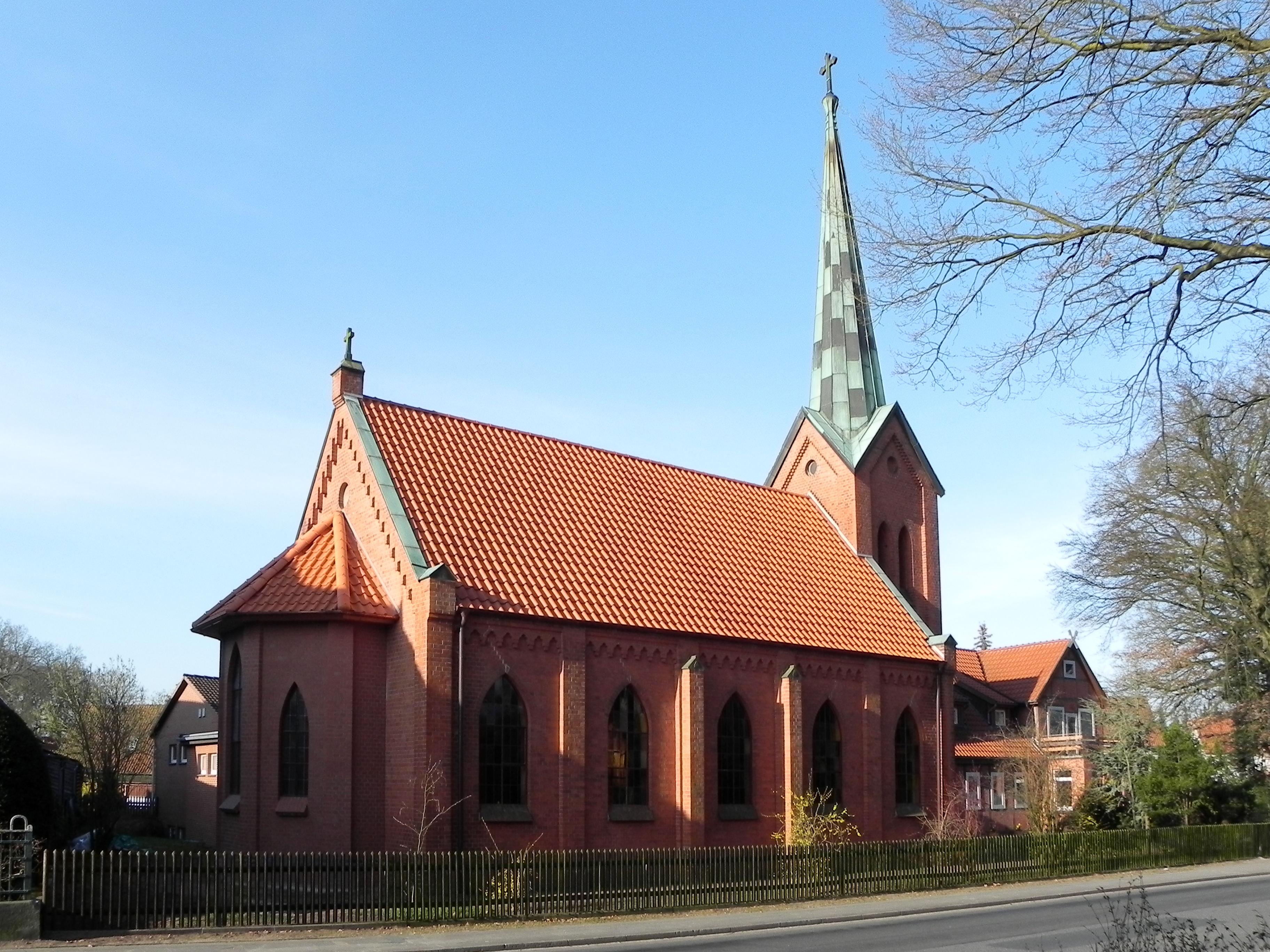
Kleine Kreuzkirche in Hermannsburg

Hintergrund der Entstehung der Hannoverschen evangelisch-lutherischen Freikirche war das im Zuge des Kulturkampfs erlassene Gesetz über die Eheschließung, das die Zivilehe obligatorisch machte und am 1. Januar 1876 in Kraft trat. Die Kirche behielt das Recht, Trauungen nach der alten Trauformel vorzunehmen. Die Evangelisch-lutherische Landeskirche Hannovers änderte dennoch die Trauformel ohne Aufforderung des Staates, indem ihre Landessynode beschloss, dass eine kirchliche Trauung ausschließlich nach der standesamtlichen Eheschließung erfolgen kann. Trotz zahlreicher Petitionen, die alte Trauformel beizubehalten, wurde die neue eingeführt.
| Alte Form | Neue Form |
| --- | --- |
| Es sind allhier gegenwärtig NN. und NN., welche sich in den ehelichen Stand nach göttlichem Willen zu begeben bedacht sind Weil NN und NN sich untereinander zur Ehe begehren, so spreche ich sie ehelich zusammen im Namen des Vaters und des Sohnes und des Heiligen Geistes. Amen. oder Wenn denn diese gegenwärtigen Personen NN und NN einander zur Ehe begehren, so spreche ich sie hiermit öffentlich vor dieser christlichen Versammlung ehelich zusammen. Was nun Gott zusammengefügt hat, das soll der Mensch nicht scheiden. Amen | Es sind hier gegenwärtig NN und NN, die ordentlicher Weise ihre Ehe rechtsgültig geschlossen haben und nun mehr im Namen des dreieinigen Gottes sich wollen trauen lassen NN, ich frage euch an Gottes Statt: Wollt ihr gegenwärtige NN als Euer eheliches Gemahl haben usw. Weil denn diese gegenwärtige Personen NN und NN einander zur Ehe begehrt und allhier vor Gottes Angesicht und vor dieser Gemeinde sich als christliche Eheleute bekannt, sich auch darauf die Hände gegeben haben, so spreche ich als ein verordneter Diener der Kirche sie zusammen |

In der alten Form wird deutlich, dass Mann und Frau als Braut und Bräutigam vor den Altar treten und nicht schon als Eheleute wie in der neuen Form. Ebenso wird in der neuen Form nicht ehelich zusammengesprochen, sondern ausschließlich zusammengesprochen. Einer der Pfarrer, die sich gegen die neue Trauformel wandten, war Pfarrer Theodor Harms, Hermannsburg. Im Jahr 1878 wurde er von der Hannoverschen Kirchenbehörde suspendiert, weil er sich weigerte, die neue Trauformel zu gebrauchen. Neben ihm wurden zahlreiche andere Pfarrer amtsenthoben, so auch der Göttinger Superintendent Rudolf Rocholl. Nachdem die Pfarrer amtsenthoben wurden, traten auch zahlreiche Gemeindeglieder aus der Hannoverschen Landeskirche aus. Die ausgetretenen Pfarrer und die mit ihnen gegangenen Gemeinden schlossen sich am 30. April 1878 auf der Synode zu Hermannsburg zur Hannoverschen evangelisch-lutherischen Freikirche zusammen. Auf dieser Synode wurde die Lüneburger Kirchenordnung als Grundlage angenommen.
Die Hannoversche evangelisch-lutherische Freikirche schloss sich 1945 mit anderen lutherischen Kirchen zur (Alten) Selbständigen Evangelisch-Lutherischen Kirche in Deutschland zusammen, die wiederum 1972 Teil der heutigen Selbständigen Evangelisch-Lutherischen Kirche (SELK) mit Sitz in Hannover wurde.

## Leitung
Auf der ersten Hermannsburger Synode wurde ein Synodalausschuss gewählt, der die Kirche leitete. An der Spitze stand ein Präses. Ihm zur Seite wurden zwei Pfarrer und zwei Laien gestellt. Diesem Gremium und der Synode oblag die Leitung der Kirche.

## Lehre
Die Hannoversche evangelisch-lutherische Freikirche verstand die Bibel als unfehlbares Wort Gottes und die Bekenntnisschriften der Evangelisch-Lutherischen Kirche als deren gültige und verbindliche Auslegung.